# Strzeżewko
Strzeżewko [stʂɛˈʐɛfkɔ] (tiếng Đức: Klein Stresow)  là một ngôi làng thuộc khu hành chính của Gmina Kamień Pomorski, thuộc quận Kamień, West Pomeranian Voivodeship, ở phía tây bắc Ba Lan.